# Garota Nacional
"Garota Nacional" é uma canção da banda brasileira de pop rock e reggae Skank lançada em 1996 em seu terceiro disco, O Samba Poconé. A canção, que foi o segundo single do disco, foi o maior sucesso internacional do álbum. Nos países de língua espanhola, a canção foi traduzida e rebatizada como "Chica Nacional".
Foi produzida por Dudu Marote no estúdio Mosh, em São Paulo.
No videoclipe da canção, participaram as modelos e atrizes Carla Marins, Ingra Lyberato, Shirley Miranda, Cibele Larrama, Dominique Scudera, Paula Burlamaqui, Vanessa de Oliveira e Paloma Duarte. O acontecimento foi polêmico em sua estreia na MTV Brasil ao incluir nus femininos. Apesar disso, o videoclipe obteve um Astronauta de Prata da MTV no VMA, em Nova York, na categoria Eleição dos Telespectadores - Internacional. Por sua vez, outras cadeias de televisão emitiram uma versão censurada do videoclipe.
A canção foi um sucesso internacional, liderando em 1997 o ranking da Billboard em Espanha durante três semanas, o que levou o grupo a receber o Prêmio Ondas na categoria de Grupo Revelação Latino desse ano. Assim mesmo, a Sony Music lançou a compilação Soundtrack for a Century para comemorar seu centenário, no qual foi incluída "Garota Nacional" como a única canção em língua portuguesa.

## Prêmios e indicações
| Ano  | Prêmio                                   | Categoria                | Resultado | Ref.   |
| ---- | ---------------------------------------- | ------------------------ | --------- | ------ |
| 1997 | 3º MTV Video Music Brasil                | Escolha da Audiência     | Venceu    | [ 12 ] |
| 1997 | 3º MTV Video Music Brasil                | Videoclipe de pop        | Venceu    | [ 12 ] |
| 1998 | 5º Prêmio Multishow de Música Brasileira | Melhor Videoclipe do Ano | Indicado  | [ 13 ] |